# 2016
2016 م هي سنة كبيسة تبدأ يوم الجمعة في التقويم الميلادي. لذلك تعطي لهذه السنة الأحرف الدومينيكالية «CB» وتتكون من 52 أسبوعا. هي السنة ال2016 من عصرنا الحالي، وهي السنة ال16 في الألفية 3 ومن القرن 21، وهي السنة السابعة من عقد 2010-2019.

## إحتفالات
2016 هي سنة عالمية:
- السنة الدولية للبقول.
- سنة مقدسة: بمناسبة يوبيل الرحمة الاستثنائي الذي قرره البابا فرنسيس.

## أحداث
- حصار الفلوجة في الفترة ما بين 2 فبراير و22 مايو.
- 3 فبراير: نهاية حصار نبل والزهراء والذي بدأ في 19 يوليو 2012.
- 10 مارس: نهاية حصار صور والذي بدأ في 3 ديسمبر 2015.
- 27 أغسطس: نهاية حصار داريا والمعضمية والذي بدأ في 8 نوفمبر 2012.
- 13 أبريل : زلزال يضرب ميانمار ويخلف 120 جريحاً وقتيلين.
- 12 سبتمبر : زلزال بقوة 5.8 على مقياس ريختر يضرب كوريا الجنوبية.
- زلزال بقوة 5.3 على مقياس ريختر يضرب مقدونيا الشمالية.
- 5 يوليو : زلزال بقوة 5 على مقياس ريختر يضرب كوريا الجنوبية.
- 10 أبريل : زلزال يضرب أفغانستان ويخلف 6 قتلى.
- وقوع معركة هيت 2016 بداية من 12 مارس 2016 إلى 14 أبريل 2016.

### يناير/كانون الثاني
- 1 يناير:

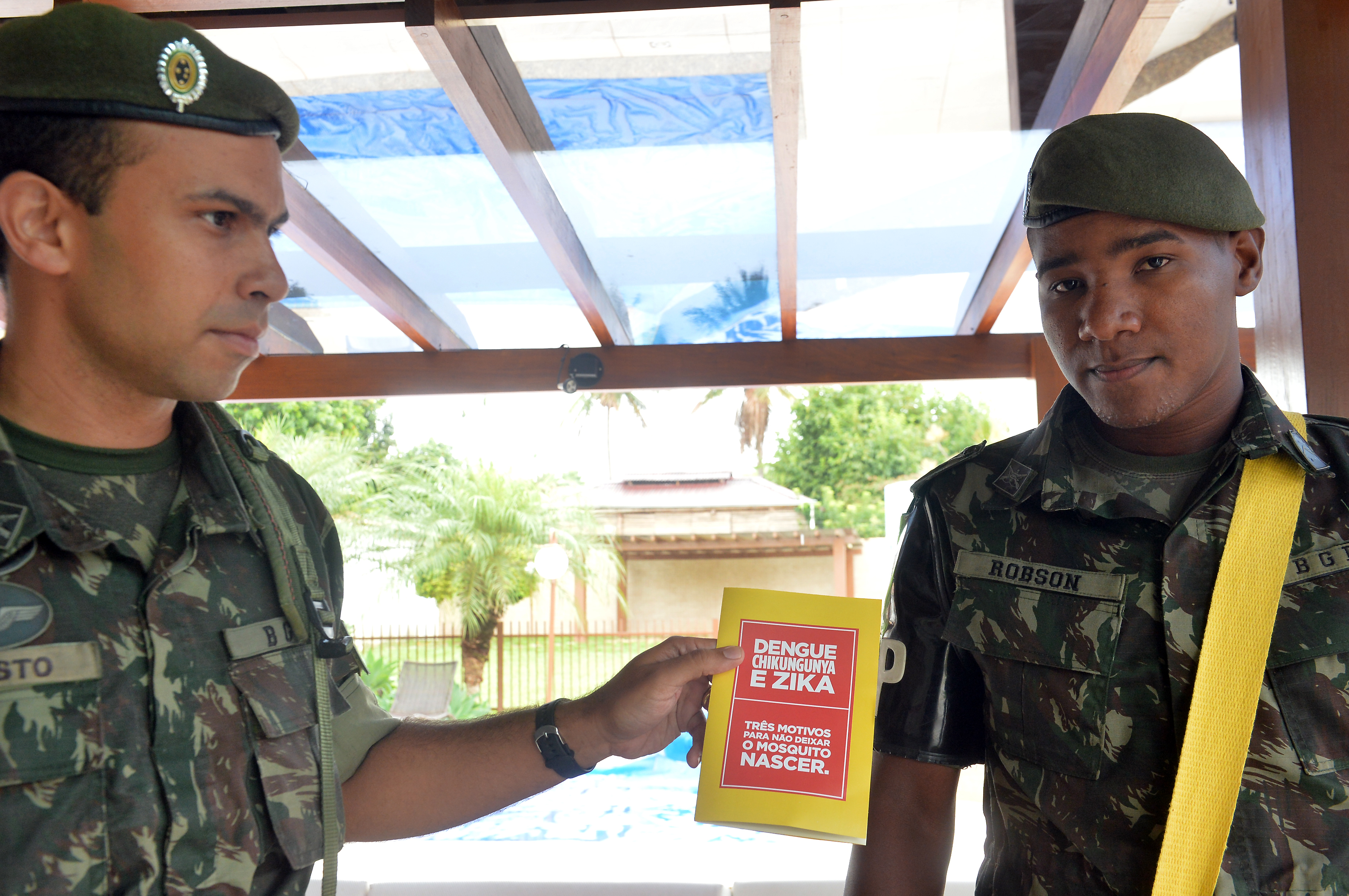
جنود برازيليون يحللون انتشار فيروس زيكا في المياه.

  - هولندا تتسلم الرئاسة الدورية لمجلس الاتحاد الأوروبي خلفا للوكسمبورغ.
  - فروتسواف وسان سبستيان تصبحان عاصمة الثقافة الأوروبية.
  - البدأ بالعمل بالتقسيم الجديد للمناطق الفرنسية.
- 3 يناير: اندلاع أعمال شغب صاحبة هجوم على السفارة السعودية في طهران احتجاجاً على إعدام رجل الدين الشيعي نمر النمر من قبل السلطات السعودية.[1]
- 12 يناير - توقيف زورقين حربيين للبحارة الأمريكيين بواسطة القوة البحرية لحرس الثورة الإسلامية بعد دخولهما غير المشروع إلى المياه الإقليمية الإيرانية.
- 13 يناير - انتخاب البرلمانية خديجة عريب لتولي منصب رئاسة البرلمان الهولندي، لتصبح أول عربية ومسلمة في هذا المنصب.[2]
- 24 يناير - الدورة الأولى من الانتخابات الرئاسية في البرتغال.[3]
- 28 يناير: منظمة الصحة العالمية تعلن تفشي فيروس زيكا في الأمريكتين وعدم السيطرة عليه.[4]

### فبراير/شباط

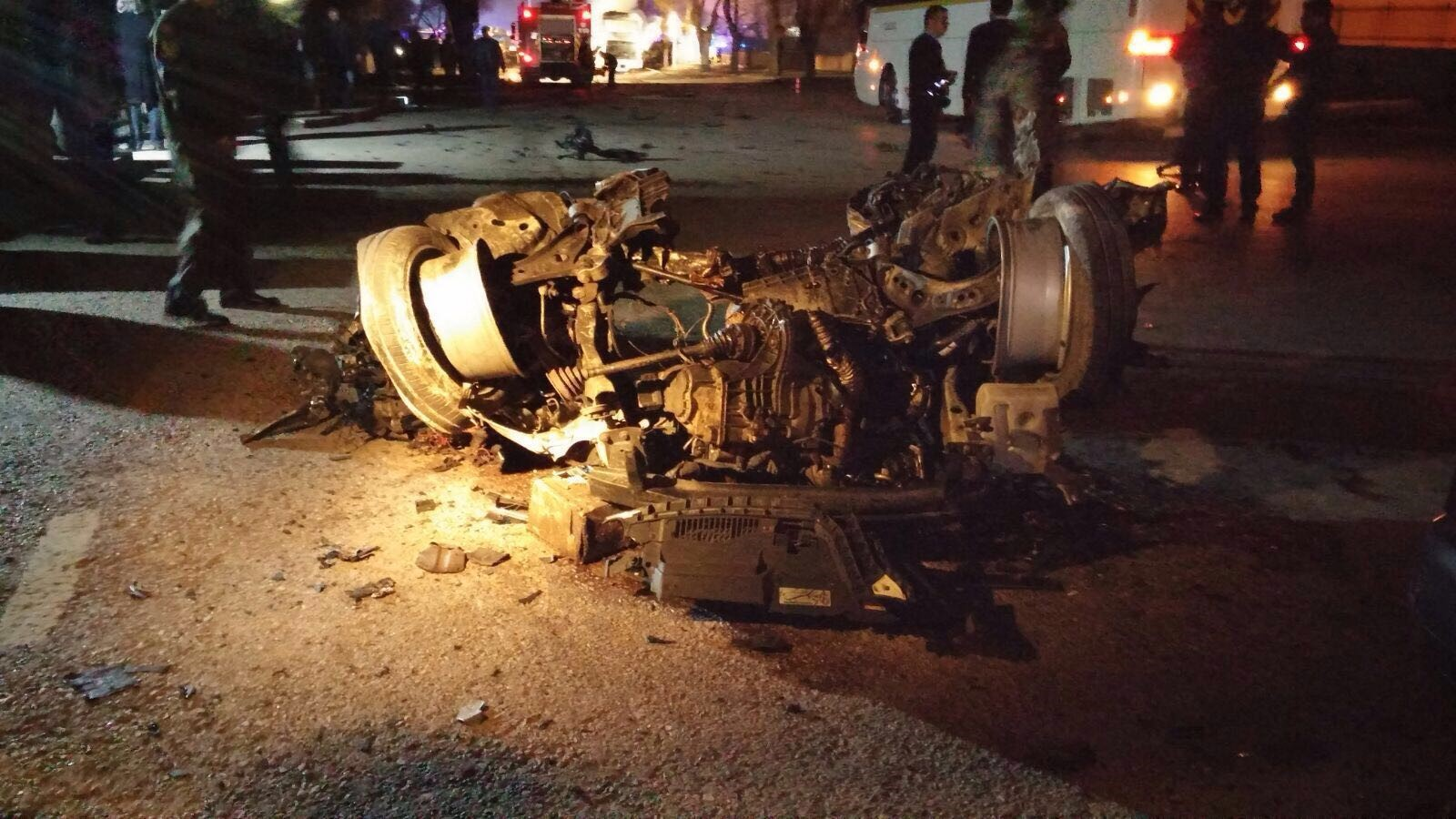
آثار بعد تفجير أنقرة الإنتحاري في فبراير

- 8 فبراير: في التقويم الصيني: رأس السنة الصينية مع بداية سنة القرد.
- 10 فبراير: وقف تشغيل منطقة كايسونغ الصناعية المشتركة بين الكوريتين بقرار من كوريا الجنوبية ردًّا على إطلاق كوانغ ميونغ سونغ-4.[5]
- 12 - 21 فبراير: الألعاب الأولمبية الشتوية للشباب 2016 في ليلهامر.[6]
- 17 فبراير: تفجيرين إنتحاريين يستهفدان محطة قطارات في أنقرة يوديان بمقتل 28 شخص وإصابة 61 شخص آخر، أعلن لاحقاً تنظيم صقور حرية كردستان مسؤوليته عن التفجير.[7]
- 21 فبراير:
  - مئوية معركة فردان.[8]
- 26 فبراير: فوز السويسري جياني إنفانتينو برئاسة الفيفا بعد حصده أغلبية الأصوات في الانتخابات الرئاسية للفيفا في زيورخ في سويسرا.[4]
- 29 فبراير: اليوم المقحم (أو الإضافي أو الزائد) في السنة الكبيسة في تقويم ميلادي.

### مارس/آذار

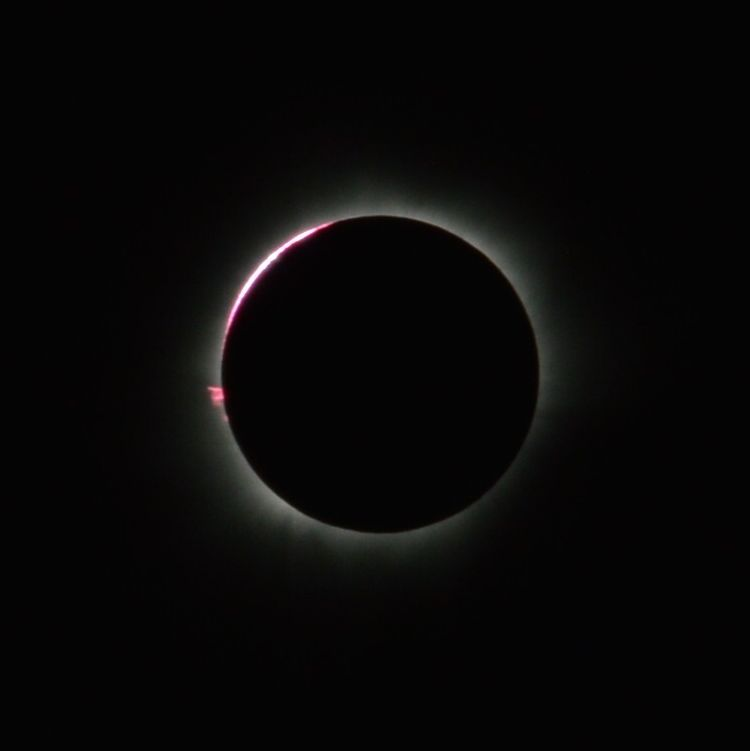
كسوف شمي من مدينة باليكبابان في إندونيسيا

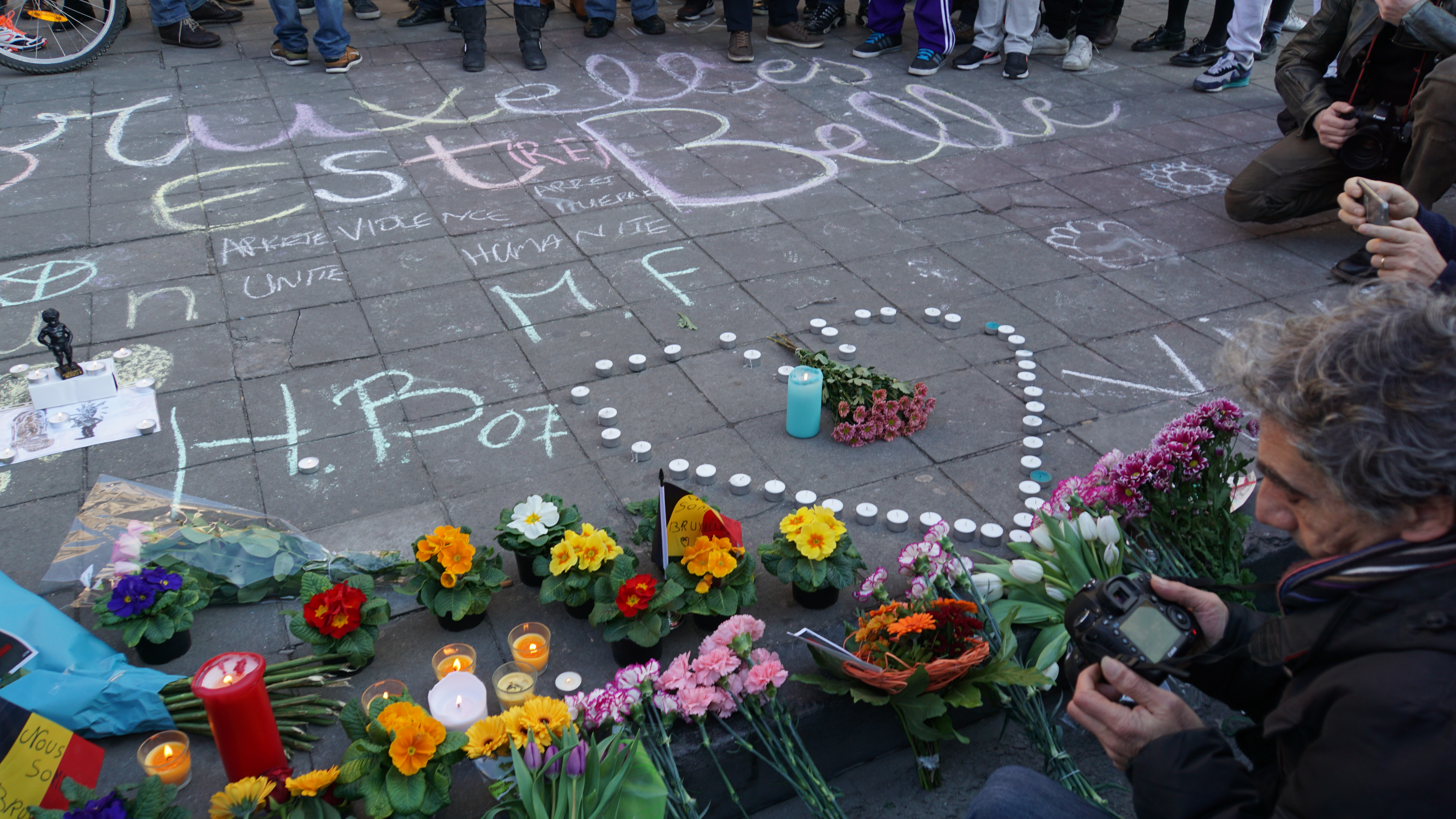
زهور ورسوم تذكارية لأرواح ضحايا تفجيرات مطار بروكسل.

- من 03 إلى 24 مارس: استفتاء في نيوزيلندا (الدورة الثانية) حول تغيير العلم.
- 5 مارس: انتخابات برلمانية في سلوفاكيا.
- 9 مارس: كسوف شمسي كلي يمكن رؤيته في أندونيسيا وولايات ميكرونيسيا المتحدة.[3]
- 13 مارس: تفجير سيارة مفخخة في العاصمة التركية أنقرة يودي بحياة 27 شخص وإصابة أكثر من 70 شخصًا كحصيلة أولية.[9]
- 14 مارس: انطلاق جولة جديدة من مفاوضات جنيف 3 بشأن الأزمة السورية.
- 15 مارس: التدخل العسكري في اليمن
- 15 مارس: 119 قتيلا بينهم 22 طفلا في غارات للتحالف العربي على سوق في مدينة حجة باليمن.[10]
- 22 مارس: سلسلة تفجيرات في مطار بروكسل الدولي يودي بمقتل 34 شخص وإصابة 271 شخص آخر وتنظيم الدولة الإسلامية (داعش) يعلن مسؤوليته عن التفجيرات.[11]
- 24 مارس: ارتفاع قتلى القصف الأمريكي على معسكر لتنظيم القاعدة في جنوب اليمن إلى 71 قتيلا.[12]
- 27 مارس: تفجير إنتحاري إستهدف تجمع مسيحي لاهور في باكستان أدى لمقتل 72 وإصابة 340 شخص آخر.[13]

### أبريل/نيسان
- 2 أبريل: اندلاع اشتباكات عنيفة بين أذربيجان وأرمينيا في مرتفعات كاراباخ بعد خرق الهدنة المبرمة منذ نهاية حرب ناغورنو كاراباخ، وسيطرة الجيش الأذري على بضعة مواقع إستراتيجية.[14]
- 3 أبريل - تسريب واسع وكبير لمجموعة من الوثائق حول التهرب الضريبي تحت اسم وثائق بنما.[15]

### مايو/أيار

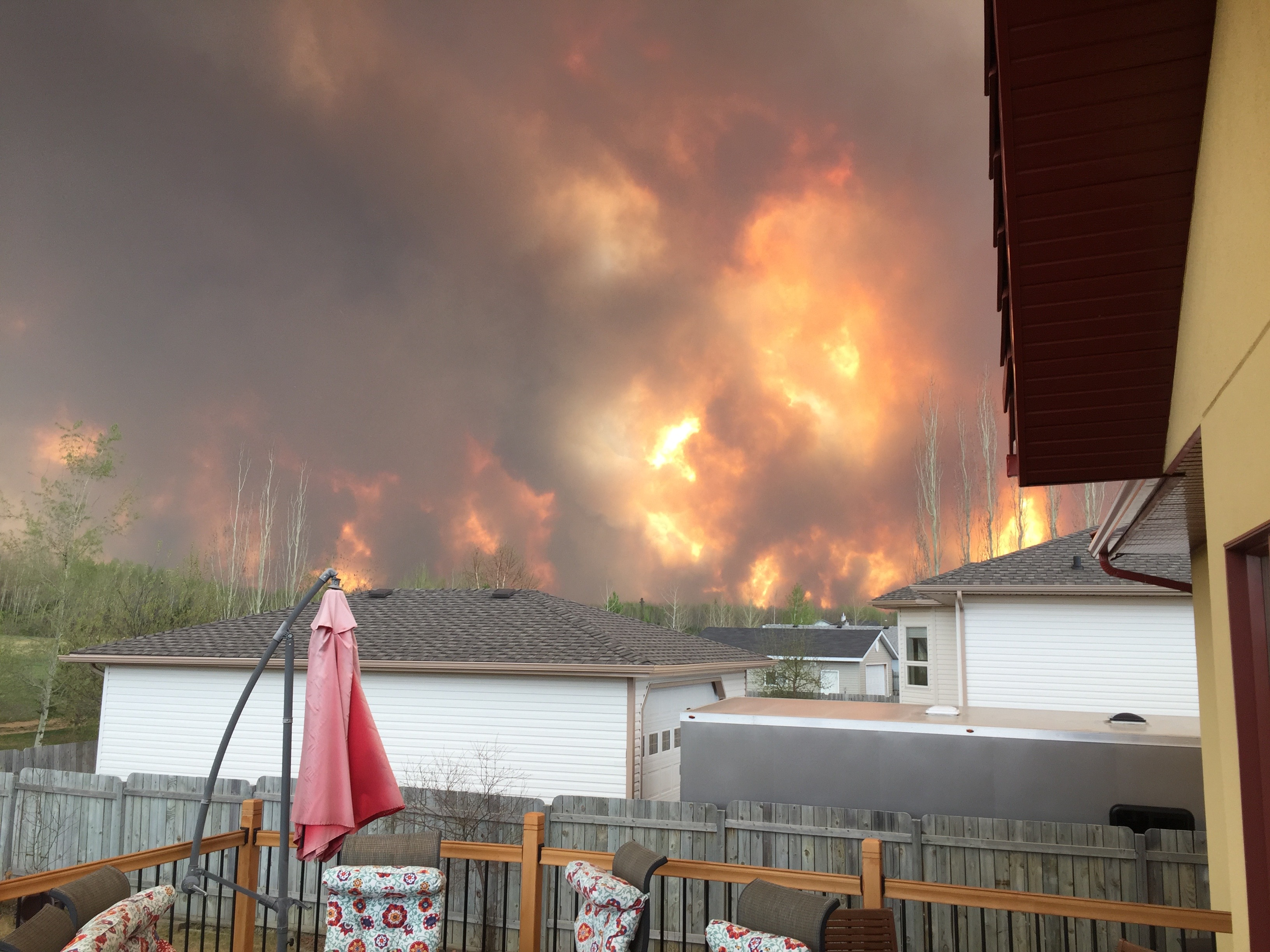
صورة من حريق فورت ماكموراي في كندا ألذي سبب دمار كبير لعدة مناطق

- 1 مايو: حريق هائل في كندا دفع عشرات الآلاف إلى النزوح من مدينة فورت ماكموراي.[16]
- 4 مايو: محكمة النقض المصرية تقضي ببراءة رئيس الوزراء الأسبق أحمد نظيف في قضيَّة الكسب غير المشروع، مُعلنةً أنَّ الحُكم نهائي وغير قابل للطعن.[17]
- 5 مايو: انتخاب السياسي في حزب العمال صادق خان ذي الأصل باكستاني لمنصب عمدةً للندن خلفاً لبوريس جونسون.[18]
- 6 مايو: افتتاح الاجتماع السابع لحزب العمال الكوري.[19]
- 7 مايو: السعودية تُعلن عن إعادة هيلكة لعدد من أجهزة الدولة نتج عنها دمج عدد من الوزارات والهيئات واستحداث أخرى.
- 9 مايو: فيرنر فايمان يستقيل من منصب مستشار النمسا ومن زعامة الحزب الاشتراكي الديمقراطي النمساوي.[20]
- 11 مايو: السُلطات البنغلاديشية تُنفذ حكم الإعدام شنقًا بِحق زَعيم الجماعة الإسلامية في البِلاد مطيع الرحمن نظامي.[21]
- 12 مايو: المجلس الوطني البرازيلي يُصوِّت بِأغلبيَّة أعضائه على عزل رئيسة الجُمهوريَّة ديلما روسيف عن منصبها بعد اتهامها بالفساد، ونائب الرئيس ميشال تامر يتولِّى القيام بِمهام الرئاسة، ليُصبح بذلك أوَّل شخص من أُصولٍ عربيَّة (لُبنانيَّة) يتولَّى هذا المنصب في البرازيل.[22]
- 12 مايو: افتتاح المعرض العالمي المعرض البستاني 2016 في أنطاليا.
- 14 مايو: نهائي مسابقة يوروفيجن للأغاني 2016 في ستوكهولم.
- 15 مايو: انتخابات عامة في جمهورية الدومينيكان.
- 17 مايو: تعيين كريستيان كيرن مستشارًا اتحاديًا للنمسا، بعد أسبوع من استقالة فيرنر فايمان.[23]
- 19 مايو: الخارجية المصرية تعلن رسميًا عن تحطم طائرة مصر للطيران رقم 804 قبالة السواحل اليونانية وعلى متنها 66 راكبًا.[24]
- 22 مايو:
  - انتخابات تشريعية في فيتنام.
  - انتخابات تشريعية في قبرص.
  - انتخابات دستورية في طاجيكستان.
- 26 مايو و27 مايو: الاجتماع الثاني والأربعون لمجموعة الدول الصناعية السبع في طوكيو.

### يونيو/حزيران
- 10 يونيو: انطلاق منافسات بطولة أمم أوروبا لكرة القدم 2016 (يورو 2016) في فرنسا.
- 12 يونيو: الهجوم على نادي ليلي للمثليين جنسيا في أورلاندو في فلوريدا يودي بمقتل 49 شخص وإصابة 53 شخص آخر.[25]
- 12 يونيو: انطلاق منافسات بطولة كوبا أمريكا المئوية في الولايات المتحدة.
- 23 يونيو: البريطانيون يختارون الخروج من الإتحاد الأوروبي إستفتاء حول خروج المملكة المتحدة من الاتحاد الأوروبي.[26]
- 26 يونيو: .القوات العراقية تعلن تحرير الفلوجة و«انتهاء المعركة» ضد تنظيم داعش في الانبار.[27]
- 27 يونيو: 4 تفجيرات انتحارية متتالية استهدفت بلدة القاع اللبنانية قرب الحدود مع سورية، اسفرت عن مقتل 5 أشخاص على الأقل وأصيب 15 آخرون بجروح.[28]
- 28 يونيو: وقوع تفجيرات بمطار أتاتورك في إسطنبول بتركيا راح ضحيته قرابة حوالي 36 شخصًا وإصابة 147 شخصًا آخرين.[29]

### يوليو/تموز
- 1 يوليو: سلوفاكيا تتسلم الرئاسة الدورية لمجلس الاتحاد الأوروبي خلفا لهولندا.
- 3 يوليو: مجموعة تفجيرات عنيفة تستهدف منطقة الكرادة في بغداد تودي بمقتل حوالي 320 شخص وإصابة 250 آخرين.[30]
- 4 يوليو: تفجير بجوار الحرم النبوي بالمدينة المنورة في السعودية يخلف 5 ضحايا، منهم 4 من قوات الأمن والإرهابي نفسه.
- 5 يوليو: المسبار جونو يصل إلى كوكب المشتري.[31]
- 8 يوليو: حصل هجوم على مرقد شيعي في محافظة صلاح الدين أدى إلى مقتل أكثر من 50 شخص واصابة 70 أخرين.[32]
- 10 يوليو: فوز منتخب البرتغال ببطولة أمم أوروبا لكرة القدم 2016 بعد فوزها في المباراة النهائية على المنتخب المضيف فرنسا بهدف دون رد.[33]
- 13 يوليو: منتخب تشيلي يفوز ببطولة كوبا أمريكا المئوية بعد فوزها في المباراة النهائية على منتخب الأرجنتين لكرة القدم بركلات الترجيح.[34]
- 14 يوليو: هجوم بشاحنة ضد حشد من الناس في نيس في فرنسا يودي بمقتل 84 شخص أثناء الاحتفال بيوم الباستيل أعلن تنظيم الدولة الإسلامية مسؤوليته عن ذلك.[35]
- 15 يوليو: محاولة انقلاب عسكرية فاشلة في تركيا، قام بها مجموعة من الجيش التركي.[36]
- من 25 يوليو إلى 1 أغسطس: الأيام العالمية للشباب 2016 في كراكوف في بولندا.[37]

### أغسطس/آب
- 5 - 21 أغسطس: الألعاب الأولمبية الصيفية 2016 في ريو دي جانيرو في البرازيل.[38]
- 8 أغسطس - تفجير انتحاري في مستشفى حكومي بكويته الباكستانية يوقع 93 قتيلًا وأكثر من 120 جريحًا.
- 28 أغسطس: فوز نيكو روسبيرغ ببطولة العالم لسباقات الفورمولا واحد موسم 2016.[39]

### سبتمبر/أيلول

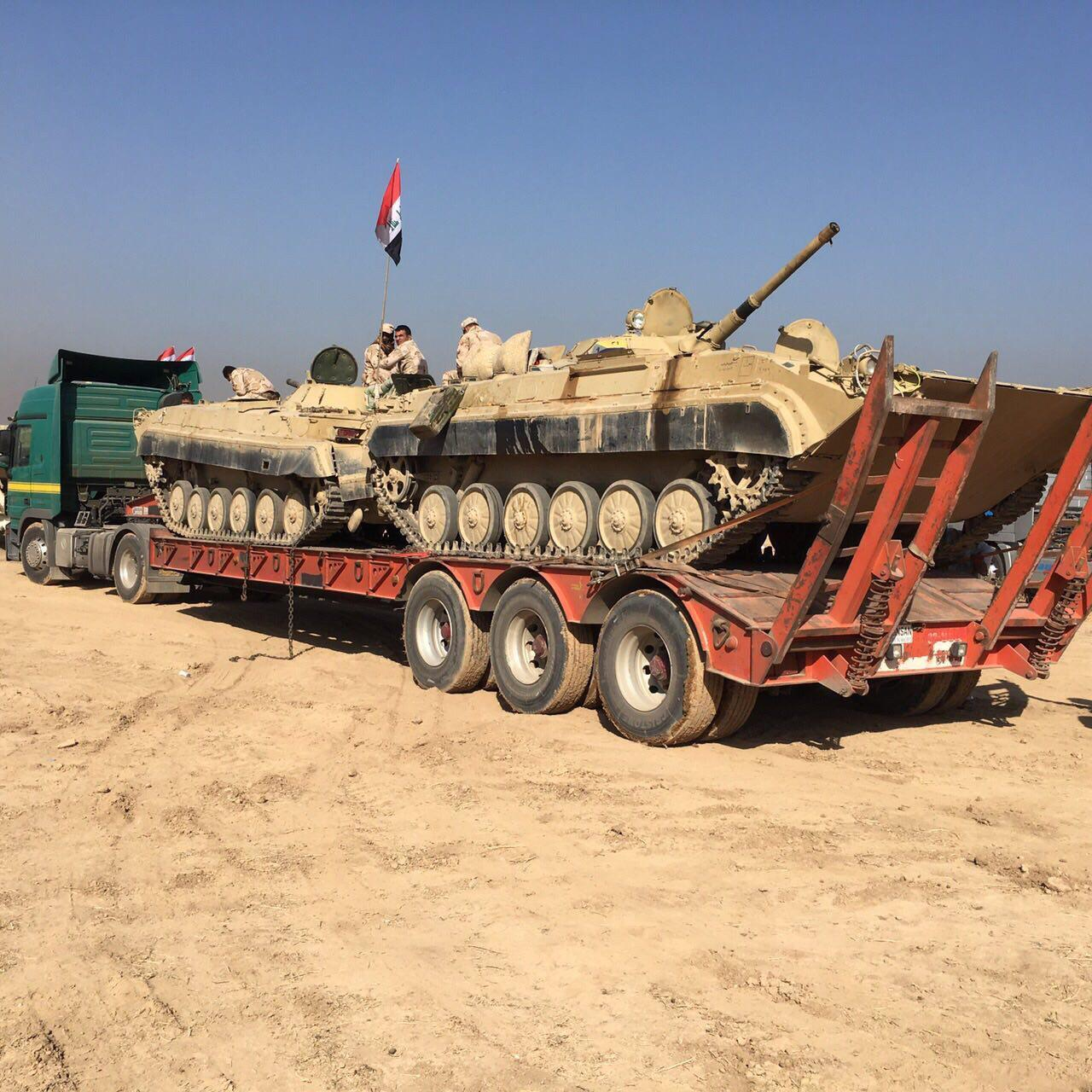
تجهيزات للقوات العراقية لأجل معركة الموصل في منطقة مخمور

- 1 سبتمبر: كسوف شمسي كلي يمكن رؤيته في جمهورية الكونغو وجمهورية الكونغو الديمقراطية ومدغشقر.
- 7 - 18 سبتمبر: ألعاب بارالمبية صيفية 2016 في ريو دي جانيرو في البرازيل.

### أكتوبر/تشرين الأول
- 16 أكتوبر: انطلاق معركة الموصل لأجل استعادة المدينة وضواحيها بالتنسيق بين قوات الجيش العراقي والبيشمركة والتحالف الدولي ضد تنظيم الدولة الإسلامية (داعش).[40]
- 17 أكتوبر: انطلاق شينزو 11، المهمة الفضائية المأهولة السادسة لجمهورية الصين الشعبية.[41]
- 31 أكتوبر: انتخاب ميشيل عون رئيساً لجمهورية لبنان.[6]

### نوفمبر/تشرين الثاني

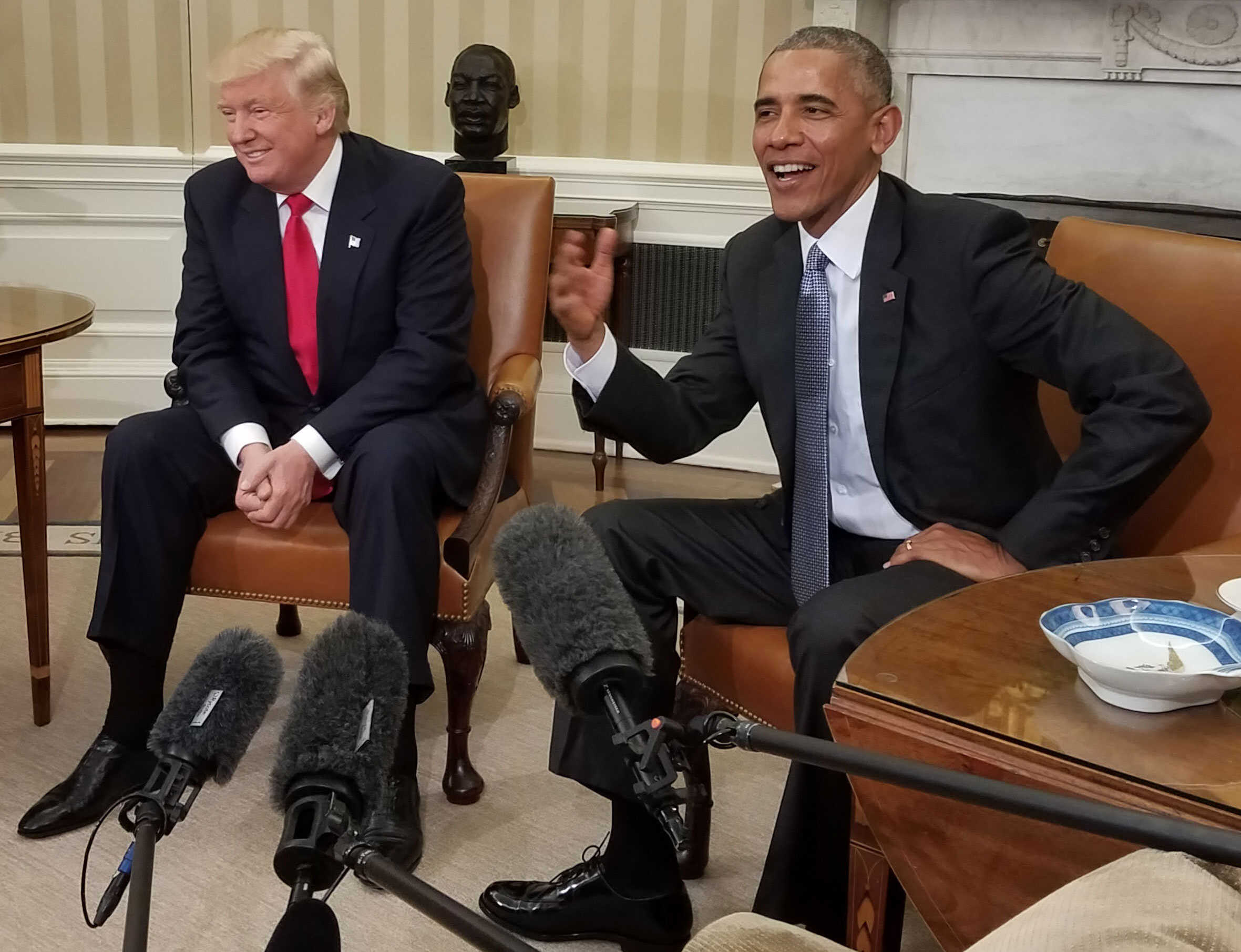
لقاء الرئيس الأمريكي باراك أوباما بدونالد ترامب بعد فوزه بالإنتخابات الرئاسية الأمريكية.

- 8 نوفمبر: الانتخابات الرئاسية في الولايات المتحدة.
- 9 نوفمبر: انتخاب دونالد ترامب الرئيس ال45 للولايات المتحدة الأمريكية.[42]
- 14 نوفمبر: ظهور القمر العملاق.

### ديسمبر/كانون الأول

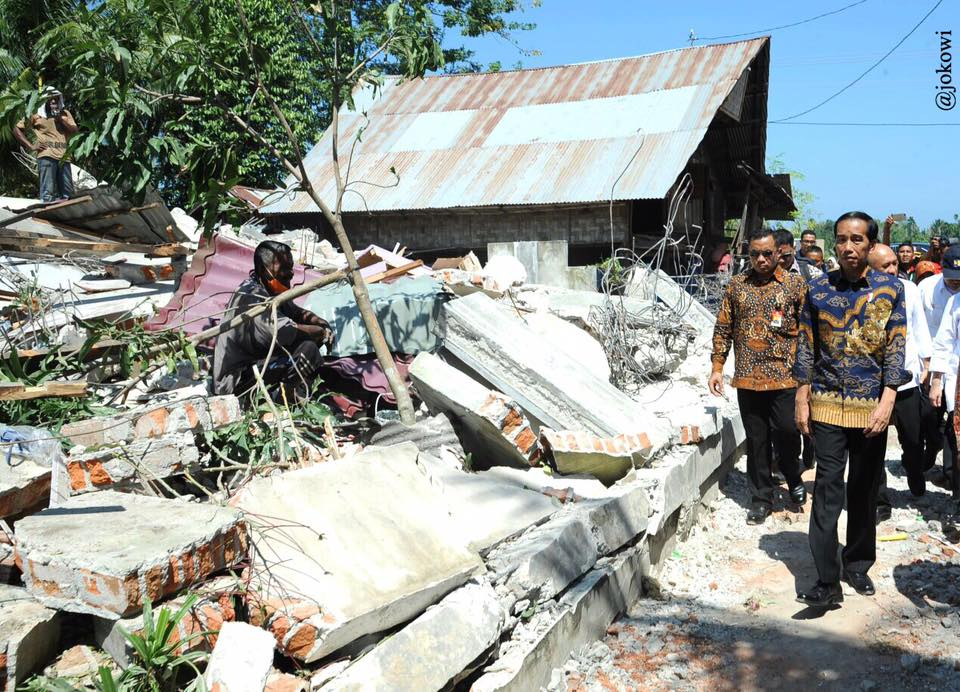
الرئيس الإندونيسي جوكو ويدودو يتفقد منطقة آتشيه بعد تعرضها لزلزال قوي.

- 7 ديسمبر: وفاة 97 شخصاً وإصابة 1,270 آخرين على الأقل جراء زلزال ضرب إقليم آتشيه شمال غرب إندونيسيا.[43]
- 7 ديسمبر: تحطم طائرة تابعة للخطوط الجوية الدولية الباكستانية رحلة رقم 661 أدى إلى مصرع جميع من كان على متنها والبالغ عددهم 47 شخصاً.[30]
- 9 ديسمبر: الإعلان عن سحب الثقة عن الرئيسة الكورية باك غن هي لتنتقل السلطة إلى رئيس الوزراء هوانج كيو آن.[44]
- 10 ديسمبر: مقتل 38 شخصاً وإصابة 166 آخرين جراء تفجيرين انتحاريين في بشكطاش وسط مدينة إسطنبول التركية.[45]
- 10 ديسمبر: مصرع 160 شخصًا وجرح أكثر من 200 آخرين بحادث انهيار سقف كنيسة بمدينة أويو في ولاية أكوا أيبوم بجنوب نيجيريا.[46]
- 11 ديسمبر: مقتل 25 شخصاً وإصابة 49 آخرين جراء تفجير كاتدرائية القديس مرقس القبطية بمنطقة العباسية في القاهرة.[47]
- 11 ديسمبر: افتتاح نفق قاعدة غوتارد في سويسرا للسير.
- 19 ديسمبر: اغتيال أندريه كارلوف، السفير الروسي في تركيا جراء تعرضه لهجوم مسلح في أنقرة.
- 19 ديسمبر: مقتل 12 شخص وإصابة 49 آخرين في هجوم بالدهس استهدف سوقًا مزدحمة بالعاصمة الألمانية برلين في أيام عيد الميلاد.[48]
- 25 ديسمبر: تحطم طائرة عسكرية روسية من طراز توبوليف تو 154 كانت تحمل 92 شخصا متوجهة إلى سوريا ومصرع جميع من كان على متنها.[49]
- 30 ديسمبر: نهاية عقد إيجار جزيرة دييغو غارسيا من الولايات المتحدة.

## الوفيات

### يناير

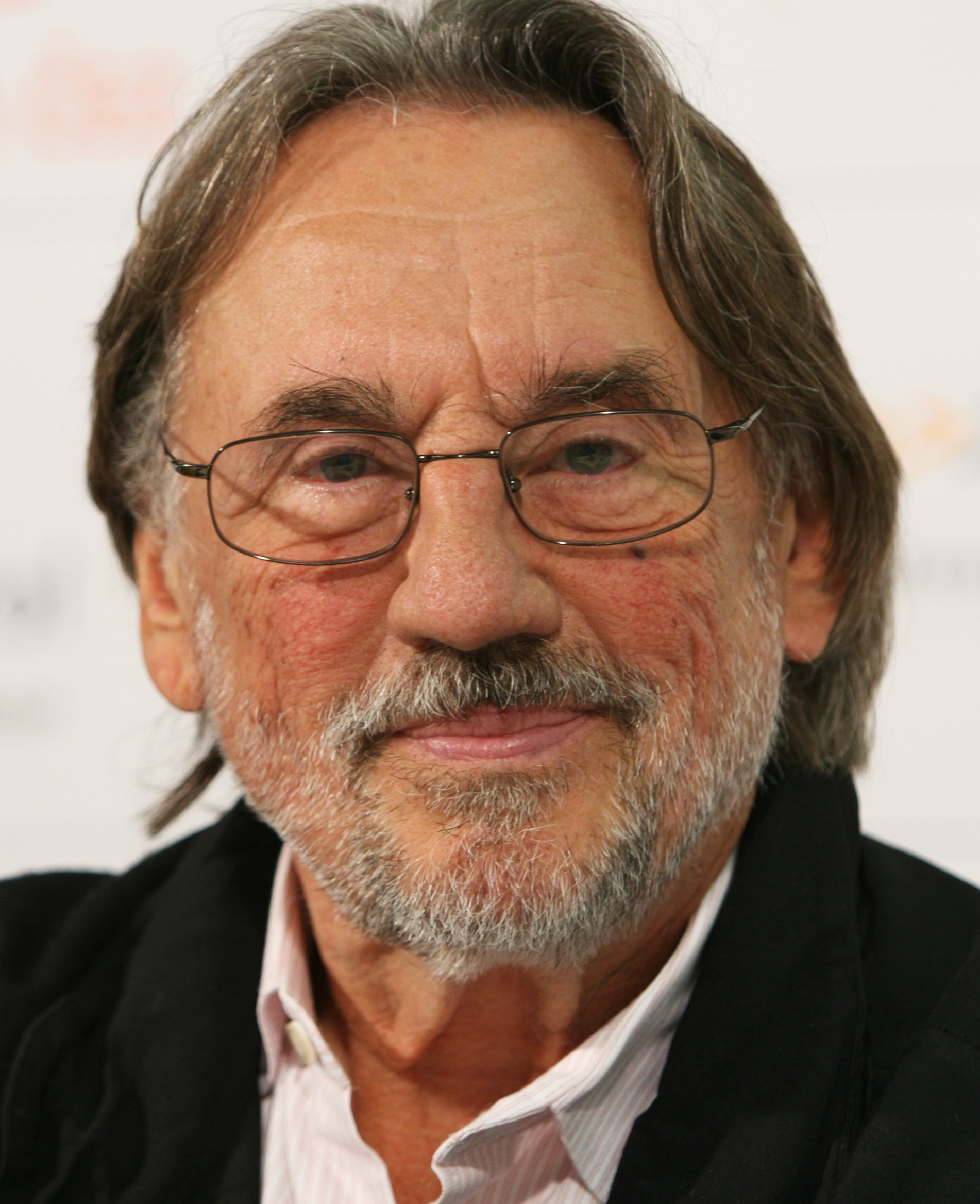
فيلموس زيغموند

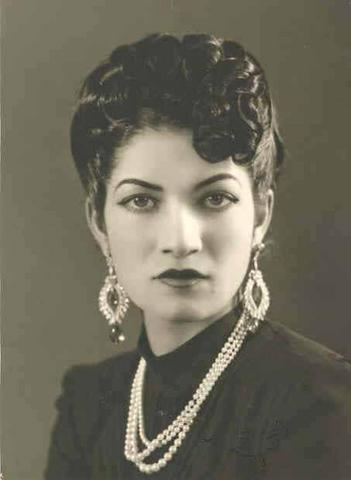
الأميرة أشرف بهلوي

- 1 يناير:  فيلموس زيغموند مصور سينمائي أمريكي
- 2 يناير:  نمر النمر عالم دين شيعي سعودي
- 2 يناير:  فارس آل شويل مُنَظِّر تنظيم القاعدة في الجزيرة العربية
- 2 يناير:  ميشال دلبيش مغني فرنسي
- 2 يناير: سالم بن غبيشة، رحالة ومستكشف عربي.
- 3 يناير:  بيتر ناور عالم حاسوب دنماركي
- 4 يناير:  ميشال جلبرو ممثل فرنسي
- 5 يناير:  ممدوح عبد العليم ممثل مصري
- 6 يناير:  سيلفانا بامبانيني ممثلة إيطالية
- 7 يناير:  مفتي محمد سيد رئيس وزراء ولاية جامو وكشمير هندي
- 8 يناير:  حمدي أحمد ممثل وصحفي وسياسي مصري
- 9 يناير:  حمادة إمام لاعب كرة قدم سابق مصري بنادي الزمالك
- 10 يناير:  يسري الإبياري مؤلف ومنتج مصري
- 10 يناير:  ديفيد بوي مغني وممثل بريطاني
- 10 يناير:  يوسف زعين سياسي ورئيس وزراء سوري
- 14 يناير:  آلان ريكمان مغني وممثل بريطاني
- 14 يناير:  فرانكو جيتي ممثل إيطالي
- 15 يناير:  دان هاجرتي ممثل أمريكي
- 15 يناير:  ممدوح عبد العليم ممثل مصري.
- 17 يناير:  دلفين باروت عالمة بريطانية.
- 18 يناير:  ميشيل تورنيه كاتب فرنسي
- 18 يناير:  عبد العزيز مكيوي ممثل مصري
- 30 يناير:  فيروز ممثلة مصرية
- 30 يناير:  فرانسيسكو فلوريس بيريز سياسي سلفادوري ورئيسها السابق.

### فبراير

بطرس بطرس غالي

- 3 فبراير:  جو ألاسكي ممثل وكوميدي أمريكي
- 4 فبراير:  إدجار ميتشيل رائد فضاء أمريكي
- 6 فبراير:  أنيسة مخلوف والدة الرئيس السوري بشار الأسد
- 9 فبراير:  سوشيل كويرالا سياسي نيبالي ورئيس سابق
- 13 فبراير:  أنتونين سكاليا قاضي أمريكي
- 14 فبراير:  محمد المختار المهدي عالم أزهري مصري
- 15 فبراير:  جورج جاينز مغني وممثل أمريكي
- 16 فبراير:  بطرس بطرس غالي دبلوماسي وسياسي مصري
- 17 فبراير:  محمد حسنين هيكل كاتب وصحفي مصري
- 18 فبراير:  علاء الديب كاتب وروائي مصري
- 19 فبراير:  أومبرتو إكو روائي إيطالي
- 19 فبراير:  هاربر لي روائية أمريكية
- 28 فبراير  جورج كينيدي ممثل أمريكي

### مارس

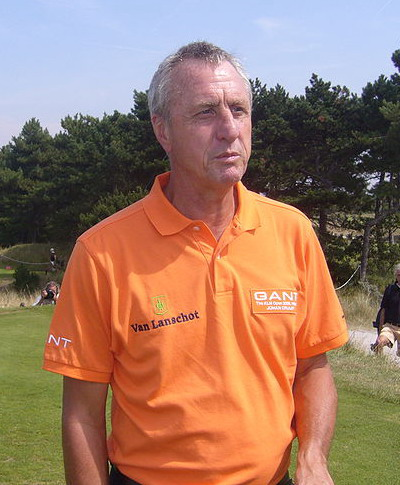
يوهان كرويف

- 4 مارس:  عباس واعظ طبسي عالم دين وسياسي إيراني
- 5 مارس:  حسن الترابي مفكر إسلامي سوداني
- 5 مارس:  راي توملينسون مخترع وعالم حواسيب أمريكي
- 5 مارس:  نيكولاس هرننكورت موسيقار نمساوي.
- 6 مارس:  نانسي ريغان زوجة رونالد ريغان رئيس الولايات المتحدة السابق
- 8 مارس:  جورج مارتن منتج موسيقي إنجليزي
- 11 مارس:  كيث إيمرسون موسيقي بريطاني
- 11 مارس:  يولاندا بالاش متسابقة وثب عالي رومانية
- 12 مارس:  لويد شابلي عالم رياضيات واقتصاد أمريكي
- 13 مارس:  هيلاري بوتنام فيلسوف ورياضياتي أمريكي
- 14 مارس:  بيتر ماكسويل ديفيز موسيقار بريطاني
- 17 مارس:  جورج طرابيشي مفكر وكاتب سوري
- 18 مارس:  غيدو فيسترفيله سياسي ودبلوماسي ألماني
- 20 مارس:  أنكار يورغنسن سياسي دنماركي
- 24 مارس:  يوهان كرويف لاعب ومدرب كرة قدم هولندي
- 24 مارس:  غاري شاندلينج كوميدي وممثل أمريكي
- 31 مارس:   زها حديد مهندسة معمارية عراقية بريطانية
- 31 مارس:  إيمري كيرتيس روائي مجري حاصل على جائزة نوبل
- 31 مارس:  هانز ديتريش غينشر سياسي ألماني

### أبريل

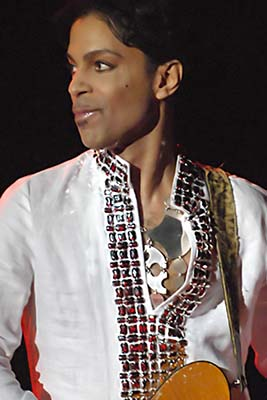
برينس

- 1 أبريل:  براتيوشا بانيرجي ممثلة هندية
- 3 أبريل:  تشيزاري مالديني لاعب ومدرب كرة قدم إيطالي
- 6 أبريل:  أحمد شوقي إبراهيم، طبيب ومقدم برامج مصري.
- 13 أبريل:  سيد زيان ممثل مصري
- 16 أبريل:  محمد أيوب داعية إسلامي
- 17 أبريل:  دوريس روبرتس ممثلة أمريكية
- 19 أبريل:  رونيت القبص ممثلة إسرائيلية
- 19 أبريل:  باتريسيو إيلوين سياسي تشيلي ورئيسها السابق
- 19 أبريل:  والتر كون فيزيائي وكيميائي أمريكي
- 20 أبريل:  شينا مصارعة محترفة وممثلة أمريكية
- 20 أبريل:  غاي هاملتن مخرج أفلام بريطاني
- 21 أبريل:  برينس مغني أمريكي
- 23 أبريل:  بانهارن سيلبا أرتشا سياسي تايلندي
- 30 أبريل:  هارولد كروتو كيميائي بريطاني

### مايو
- 1 مايو:  مادلين ليبو ممثلة فرنسية
- 2 مايو:  وائل نور ممثل مصري
- 4 مايو:  جون-باتيست باغازا سياسي بوروندي
- 5 مايو:  موريس سينيه رسام كاريكاتير فرنسي
- 6 مايو:  مارجوت هونيكر سياسية ألمانية
- 11 مايو:  ماجد الشبل إعلامي سعودي
- 11 مايو:  مطيع الرحمن نظامي زعيم سياسي وعالم وداعية بنغلاديشي
- 17 مايو:  يوكو ميزوتاني ممثلة يابانية
- 19 مايو:    الان يونغ ممثل كندي بريطاني أمريكي
- 19 مايو:  عبد المحسن السهيل ممثل كويتي
- 21 مايو:  أختر محمد منصور زعيم حركة طالبان
- 31 مايو:   محمد عبد العزيز زعيم البوليساريو في الصحراء الغربية
- 31 مايو:  كوري بروكين مغنية هولندية

### يونيو

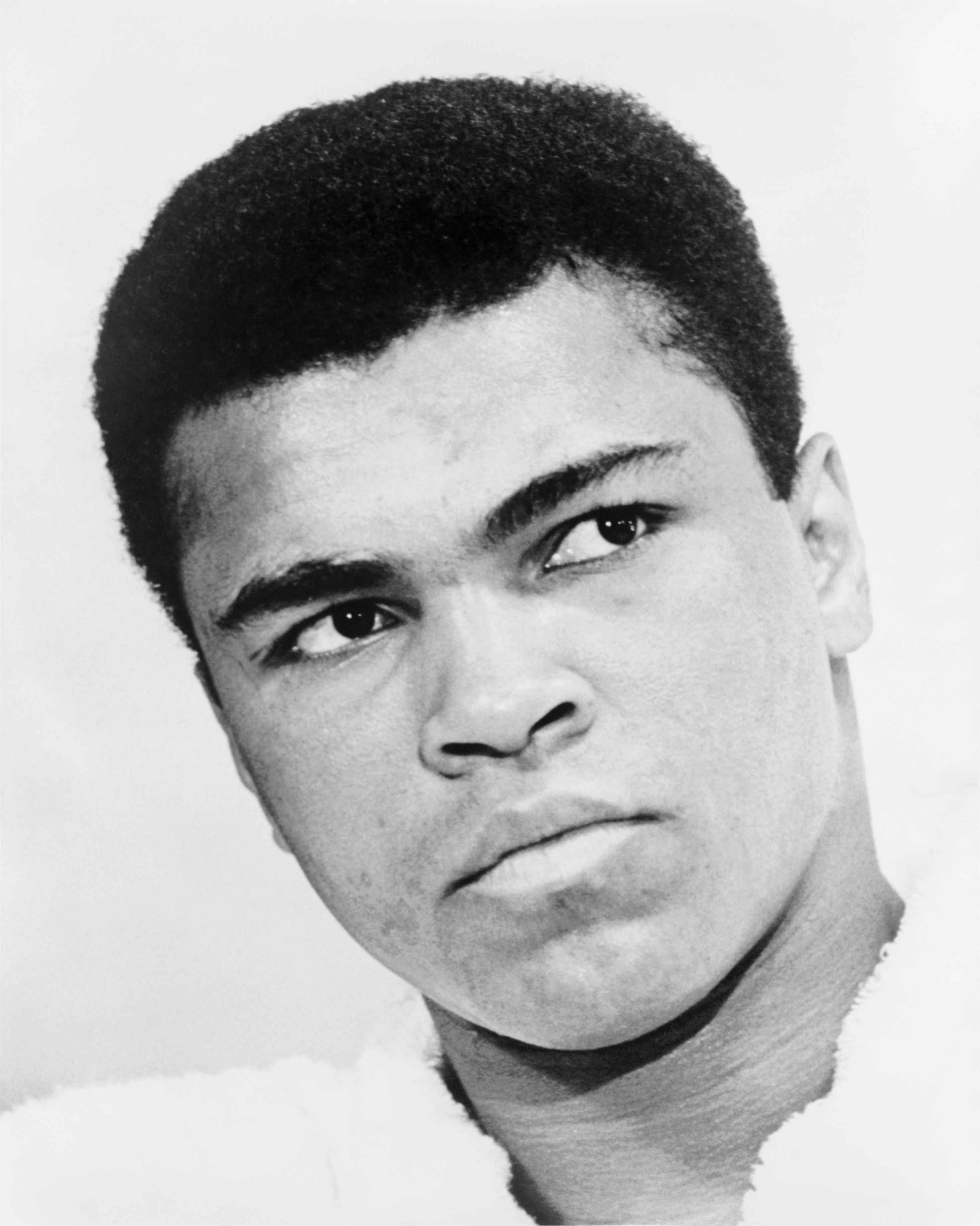
محمد علي كلاي

- 3 يونيو:  محمد علي كلاي ملاكم أمريكي.
- 5 يونيو:  جيروم برونر عالم نفس أمريكي.
- 6 يونيو:  مطاع صفدي مفكر سوري.
- 6 يونيو:   كيمبو سلايس لاعب فنون قتالية.
- 6 يونيو:  ستيفن كيشي لاعب كرة قدم نيجيري.
- 11 يونيو:  كريستينا غريمي مغنية أمريكية.
- 12 يونيو:  جورج فوينوفيتش سياسي أمريكي.
- 19 يونيو:   أنتون يلشين ممثل روسي أمريكي.
- 23 يونيو:  عبد الله بن زويبن شاعر سعودي.
- 27 يونيو:  بود سبنسر ممثل ومخرج ايطالي.
- 27 يونيو:  ألفين توفلر كاتب ومستقبلي أمريكي.
- 28 يونيو:  بات ساميت لاعبة ومدربة كرة سلة أمريكية.

### يوليو
- 1 يوليو:  إيف بونفوا شاعر ومؤرخ فرنسي.
- 2 يوليو:  مايكل تشيمينو مخرج ومنتج أمريكي.
- 2 يوليو:   رودولف كالمان رياضياتي ومهندس كهربائي أمريكي مجري.
- 2 يوليو:  ميشال روكار سياسي فرنسي.
- 2 يوليو:   إيلي فيزيل كاتب وعالم سياسة روماني أمريكي.
- 3 يوليو:  جيرالدين لوهورن، فنانة ومربية أمريكية.
- 4 يوليو:  عباس كيارستمي مخرج وكاتب سيناريو إيراني.
- 7 يوليو:  تورغاي سيرين لاعب كرة قدم تركي.
- 8 يوليو:  عبد الستار إيدهي ناشط إنساني باكستاني.
- 10 يوليو:  فيصل المسفر ممثل كويتي.
- 12 يوليو:  غوران هادزيتش سياسي صربو كرواتي.
- 12 يوليو:  برناردو بروفنزانو زعيم مافيا إيطالي.
- 16 يوليو:  نيت ثورموند لاعب كرة سلة أمريكي.
- 18 يوليو:  حمدي السخاوي ممثل مصري.
- 19 يوليو:  غاري مارشال مخرج وممثل أمريكي.
- 25 يوليو:  خليل إينالجك مؤرخ تركي.
- 25 يوليو:  دوايت جونز لاعب كرة سلة أمريكي.
- 26 يوليو:   محمد خان مخرج سينمائي باكستاني مصري.
- 26 يوليو:  محمد كامل ممثل مصري.
- 31 يوليو:   سيمور بابيرت رياضياتي أمريكي جنوب أفريقي.
- 31 يوليو:  تشيونوفوجي ميتسوغو مصارع سومو ياباني.

### أغسطس
- 1 أغسطس:  آن ملكة رومانيا ملكة رومانيا سابقا.
- 2 أغسطس:   أحمد زويل عالم كيمياء مصري أمريكي.
- 3 أغسطس:  كريس أمون متسابق فورمولا ون نيوزيلندي.
- 13 أغسطس:  كيني بيكر ممثل وموسيقي بريطاني.
- 13 أغسطس:  فرنسواز ماليت-جوريس كاتبة بلجيكية.
- 15 أغسطس:  هاني مطر ممثل كويتي.
- 16 أغسطس:  جواو هافيلانج رئيس سابق للاتحاد الدولي لكرة القدم.
- 17 أغسطس:   آرثر هيلر مخرج كندي أمريكي.
- 19 أغسطس:   نينا بونوماريوفا رامية قرص روسية سوفيتية.
- 22 أغسطس:  سيلابان راما ناطان رئيس سنغافورة.
- 23 أغسطس:  ستيفن هيل ممثل أمريكي.
- 23 أغسطس:  رينهارد سولتن اقتصادي ألماني.
- 24 أغسطس:  والتر شيل سياسي رئيس ألمانيا الغربية الأسبق.
- 24 أغسطس:  ميشال بوتور كاتب وروائي فرنسي.
- 24 أغسطس:  روجر تسيان كيميائي أمريكي.
- 25 أغسطس:  جيمس كرونين فيزيائي أمريكي.
- 25 أغسطس:  سونيا ريكيال مصممة أزياء فرنسية.
- 28 أغسطس:  مستر فوجي مصارع أمريكي محترف.
- 28 أغسطس:   بنيامين بن إليعازر سياسي وقائد عسكري إسرائيلي من أصل عراقي.
- 29 أغسطس:  جين وايلدر ممثل أمريكي.
- 30 أغسطس:  فيرا تشاسلافسكا لاعبة جمباز تشيكوسلوفاكية.
- 30 أغسطس:  مارك ريبو مصور فرنسي.

### سبتمبر
- 1 سبتمبر:  أحمد مسعود رجل أعمال سعودي.
- 1 سبتمبر:  جون بوليتو ممثل أمريكي.
- 2 سبتمبر:  إسلام كريموف رئيس أوزبكستان سابقا.
- 3 سبتمبر:  جان كريستوف يوكوز رياضياتي فرنسي.
- 16 سبتمبر:  أنطونيو ماسكارينهاس مونتيرو سياسي كابفيردي.
- 20 سبتمبر:  كورتيس هانسون مخرج أمريكي.
- 23 سبتمبر:  محمد حسن الدهلاوي ممثل كويتي.
- 25 سبتمبر:  ناهض حتر صحفي أردني.
- 25 سبتمبر:  أرنولد بالمر لاعب غولف أمريكي.
- 27 سبتمبر:  جمشيد آموزغار اقتصادي إيراني.
- 28 سبتمبر:  شمعون بيريز سياسي إسرائيلي ورئيسها السابق.

### أكتوبر

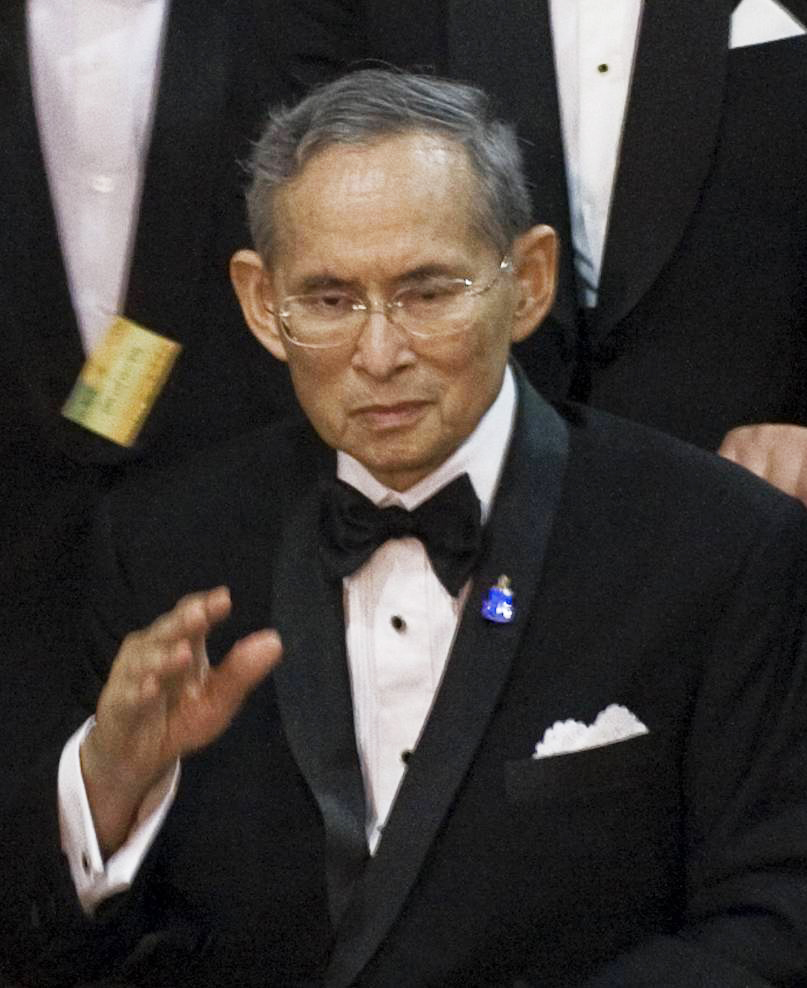
بوميبول أدولياديج

- 5 أكتوبر:  ميكال كوفاتش سياسي سلوفاكي ورئيسها السابق.
- 9 أكتوبر:  أندريه فايدا مخرج بولندي.
- 13 أكتوبر:  بوميبول أدولياديج رئيس تايلاند.
- 13 أكتوبر:  داريو فو ممثل وكاتب مسرحي إيطالي.
- 14 أكتوبر:  فاروق شوشة شاعر مصري.
- 15 أكتوبر:  كينجيرو أزوما نحات ياباني.
- 18 أكتوبر :  تركي بن سعود بن تركي بن سعود الكبير آل سعود أمير سعودي.
- 23 أكتوبر:  خليفة بن حمد آل ثاني امير قطر السادس الاسبق.
- 24 أكتوبر:  خورخي باتل سياسي ورئيس أورغواياني.
- 27 أكتوبر:  شعيب الأرناؤوط، عالم محدث محقق سوري.
- 28 أكتوبر:  ملحم بركات موسيقار ومغني لبناني.
- 31 أكتوبر:  سيلفيو غازانيغا نحات ايطالي ومصمم كأس العالم لكرة القدم.

### نوفمبر

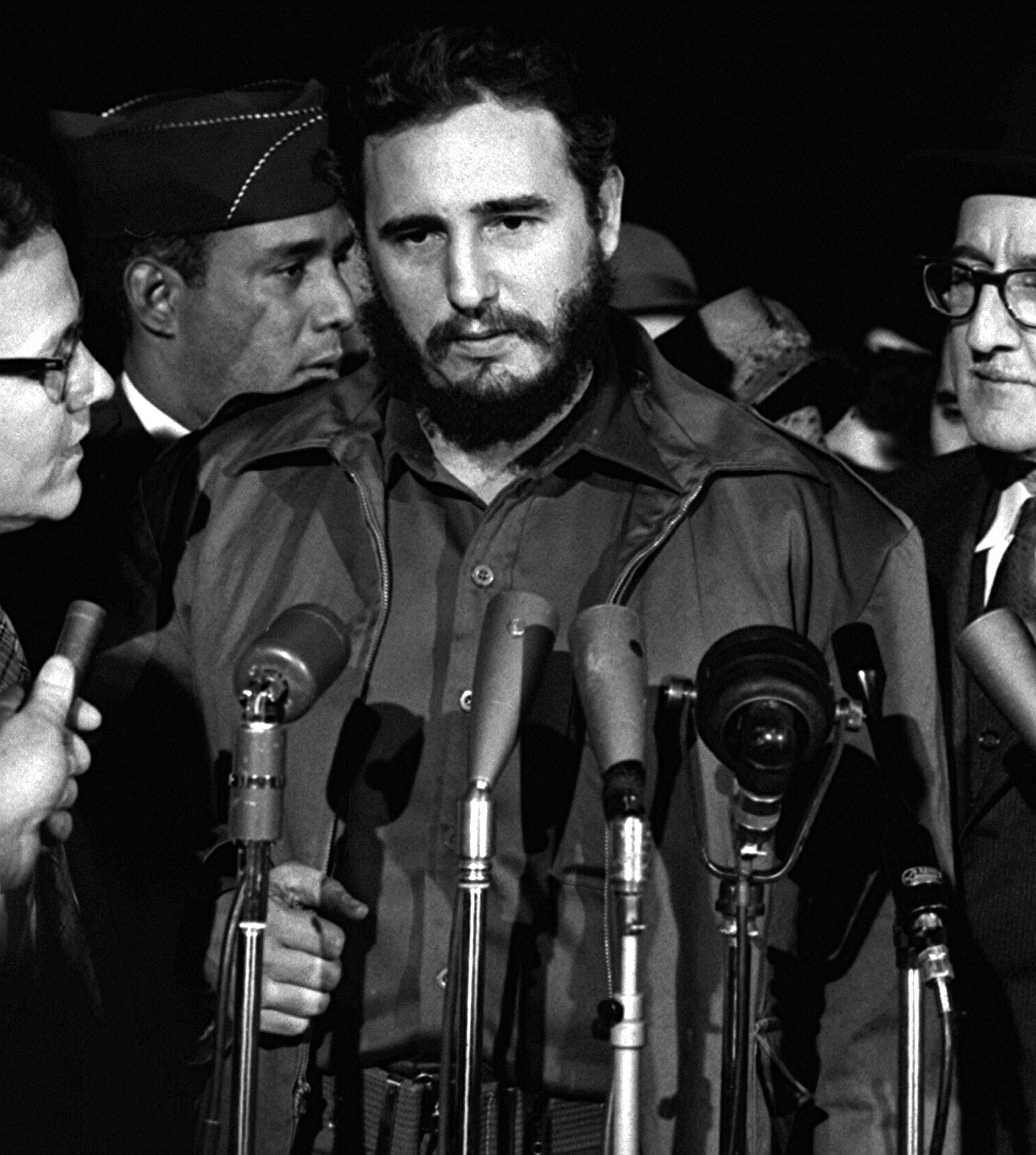
فيدل كاسترو

- 1 نوفمبر:  أحمد الضرمان ممثل كويتي.
- 7 نوفمبر:  جانيت رينو سياسية ووزيرة أمريكية.
- 7 نوفمبر:  ليونارد كوهين مغني وكاتب كندي.
- 11 نوفمبر:  محمد سرور، داعية إسلامي سوري، يُنَسب إليه التيار السروري.
- 12 نوفمبر:
  -  تركي الثاني بن عبد العزيز آل سعود أمير سعودي.
  -  محمود عبد العزيز ممثل مصري.
- 15 نوفمبر:  سيكستو دوران بالين رئيس الإكوادور سابقا.
- 16 نوفمبر:  جاي رايت فوريستر عالم حاسوب أمريكي.
- 18 نوفمبر:  دينتون كولي عالم أمريكي.
- 20 نوفمبر:  كونستانتينوس ستيفانوبولوس رئيس اليونان سابقا.
- 20 نوفمبر:  ويليام تريفور روائي ايرلندي.
- 20 نوفمبر:  غابرييل باديا لاعب كرة قدم كوستاريكي.
- 25 نوفمبر:  فيدل كاسترو رئيس كوبا.
- 29 نوفمبر:  لويس البرتو مونج رئيس كوستاريكا.

### ديسمبر
- 2 ديسمبر:  بافلينكو أناتولي فيدوروفيتش عالم اقتصاد سوفيتي.
- 3 ديسمبر:  بيلي تشابين ممثل أمريكي.
- 5 ديسمبر:  منى مرعشلي مغنية لبنانية.
- 9 ديسمبر - عبد الواحد زكي راضي، قارئ مصري.
- 13 ديسمبر:  زبيدة ثروت ممثلة مصرية.
- 14 ديسمبر:  أحمد راتب ممثل مصري.
- 19 ديسمبر:  أندريه كارلوف، السفير الروسي في تركيا.
- 20 ديسمبر -  أبو المعاطي أبو النجا، أديب وروائي مصري.
- 21 ديسمبر:  سيدني دريل عالم فيزيائي أمريكي.
- 22 ديسمبر:  فرانكا سوزاني صحفية ايطالية.
- 22 ديسمبر:  عبد الله السيفان ممثل كويتي.
- 22 ديسمبر:  فيليب سافيل مخرج بريطاني.
- 23 ديسمبر:   بيرس سيلرز رائد فضاء بريطاني أمريكي.
- 25 ديسمبر:  حسن عبد الرسول ممثل كويتي.
- 25 ديسمبر:  جورج مايكل مغني بريطاني.
- 25 ديسمبر:  فيرا روبين عالمة فلك وفيزياء أمريكية.
- 27 ديسمبر:  كاري فيشر كاتبة وممثلة أمريكية.
- 28 ديسمبر:  غريغوريو كونرادو ألفاريز رئيس أوروغوياني أسباني.
- 28 ديسمبر:  ديبي رينولدز ممثلة أمريكية.
- 30 ديسمبر:  محمد دياب العطار لاعب كرة قدم مصري.

## جوائز نوبل
- في الكيمياء:  بين فيرينغا،  جان بيار سوفاج ،  فريزر ستودارت
- في العلوم الاقتصادية   أوليفر هارت ،  بينغت هولمستروم
- في الأدب:  بوب ديلن
- في السلام:  خوان مانويل سانتوس
- في الفيزياء:   مايكل كوسترليتز،  دنكن هالداين،  ديفيد ثاوليس

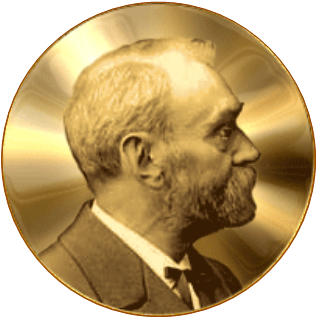
ميدالية نوبل

- في الطب وعلوم وظائف الأعضاء:  يوشينوري أوسومي